# 生活杂志评选的千年百大人物
《生活》杂志评选的第二千年百大人物（LIFE magazine list of the 100 people who made the Millennium），是美国《生活》杂志在2000年评选出的100个生活于1000年至1999年之间的对全人类有巨大影响的著名人物。
中國人物總共有6人，分別有北宋畫家范寬、南宋理學家朱熹、元代開國君主忽必烈、明代七下西洋的航海家、外交家鄭和、清代長篇名著《紅樓夢》作者曹雪芹和中华人民共和国的主要締造者毛泽东。

## 百大人物列表
| 1. 托马斯·爱迪生 2. 哥伦布 3. 马丁·路德 4. 伽利略 5. 达·芬奇 6. 伊萨克·牛顿 7. 麦哲伦 8. 路易·巴斯德 9. 查尔斯·达尔文 10. 托马斯·杰斐逊 11. 莎士比亚 12. 拿破仑 13. 希特勒 14. 郑和 15. 亨利·福特 16. 弗洛伊德 17. 理查德·阿克莱特 18. 卡尔·马克思 19. 哥白尼 20. 莱特兄弟 21. 爱因斯坦 22. 莫罕达斯·甘地 23. 忽必烈 24. 詹姆士·麦迪逊 25. 西蒙·玻利瓦尔 | 1. 玛丽·沃斯通克拉夫特 2. 马可尼 3. 毛泽东 4. 列宁 5. 马丁·路德·金 6. 亚历山大·格拉汉姆·贝尔 7. 笛卡尔 8. 贝多芬 9. 托马斯·阿奎纳 10. 亚伯拉罕·林肯 11. 米开朗琪罗 12. 达伽马 13. 苏莱曼大帝 14. 萨缪尔·摩尔斯 15. 约翰·加尔文 16. 南丁格尔 17. 荷南·科尔蒂斯 18. 约瑟夫·李斯特 19. 伊本·白图泰 20. 朱熹 21. 孟德尔 22. 约翰·洛克 23. 阿克巴 24. 马可·波罗 25. 但丁 | 1. 约翰·D·洛克菲勒 2. 卢梭 3. 尼尔斯·玻尔 4. 贞德 5. 弗雷德里克·道格拉斯 6. 路易十四 7. 尼可拉·特斯拉 8. 康德 9. 范宽 10. 奥托·冯·俾斯麦 11. 征服者威廉 12. 圭多 13. 约翰·哈里森 14. 英诺森三世 15. 马克沁 16. 珍·亚当斯 17. 曹雪芹 18. 利玛窦 19. 路易·阿姆斯特朗 20. 法拉第 21. 阿维森纳 22. 西蒙·德·波伏娃 23. 鲁米 24. 亚当·斯密 25. 居里夫人 | 1. 安德烈亚·帕拉弟奥 2. 彼得大帝 3. 毕加索 4. 路易·雅克·芒代·达盖尔 5. 拉瓦锡 6. 菲尼亚斯·泰勒·巴纳姆 7. 埃德温·哈勃 8. 苏珊·安东尼 9. 拉斐尔 10. 海伦·凯勒 11. 葛饰北斋 12. 西奥多·赫茨尔 13. 伊丽莎白一世 (英格兰) 14. 克劳迪奥·蒙特韦尔迪 15. 华特·迪士尼 16. 纳尔逊·曼德拉 17. 罗杰·班尼斯特 18. 列夫·托尔斯泰 19. 冯·诺伊曼 20. 圣地亚哥·拉蒙·依·卡哈尔 21. 雅克·库斯托 22. 凯瑟琳·德·美第奇 23. 伊本·赫勒敦 24. 恩克鲁玛 25. 林奈 |

## 评价
这份表单被许多人批评为太西方中心，甚至太美国中心。例如：爱迪生被列为第一位，但是许多人發明了比爱迪生發明的更重要的事物，诸如蒸汽机、汽车等等。另外，这份表单中包括了18个美国人。

## 其他媒体的评选
- 美国电视媒体A&E Network也选出了千年百大人物：其名单中第一名为发明西方活字印刷术的古腾堡；而他在《生活》雜誌的評選中则没有入围。[2]
- 《時代》雜誌評選的首個時代百年風雲人物獲選者科學家愛因斯坦則在《生活》雜誌的評選中排名21位。[3]
- 影响人类历史进程的100名人排行榜

## 參看
- 生活 (雜誌)
- 時代年度風雲人物

## 外部連結
- （英文） 《生活》雜誌官方網站 （页面存档备份，存于）
- （英文） 人物介紹連結